# Vanderhorstia belloides
Vanderhorstia belloides är en fiskart som beskrevs av Randall 2007. Vanderhorstia belloides ingår i släktet Vanderhorstia och familjen smörbultsfiskar. Inga underarter finns listade i Catalogue of Life.